# Duplacrorhynchus minor
Duplacrorhynchus minor är en plattmaskart som beskrevs av Schockaert och Tor Karling 1970. Duplacrorhynchus minor ingår i släktet Duplacrorhynchus och familjen Polycystididae. Inga underarter finns listade i Catalogue of Life.